# 1947年KLMオランダ航空ダグラス DC-3コペンハーゲン墜落事故
1947年KLMオランダ航空ダグラス DC-3コペンハーゲン墜落事故 (英語: 1947 KLM Douglas DC-3 Copenhagen disaster) は、1947年1月26日にアムステルダムからコペンハーゲンを経由してストックホルムに向かうKLMオランダ航空の便が墜落した事故である。
この事故はダグラス DC-3がデンマークのコペンハーゲン空港から離陸した直後に発生し、乗客と乗員22人全員が死亡した。
事故の犠牲者の中にはスウェーデンのグスタフ・アドルフ王子、アメリカのオペラ歌手のグレース・ムーア、デンマークの女優のゲルダ・ノイマンが含まれていた。
グスタフ・アドルフ王子はスウェーデンの現在の国王であるカール16世グスタフの父親であり、彼の葬儀には10万人が出席した。
グレース・ムーアの遺体は別のKLMオランダ航空の飛行機でパリに運ばれ、1947年2月3日に500人以上が出席して埋葬された。
事故の原因は飛行機を駐機中に昇降舵を固定していたガストロックを取り外さなかったことであると断定された。
この事故は当時デンマーク史上最悪の航空事故であった。